# Albert Konrad Gemmeker
 (décembre 2020).
Si vous disposez d'ouvrages ou d'articles de référence ou si vous connaissez des sites web de qualité traitant du thème abordé ici, merci de compléter l'article en donnant les références utiles à sa vérifiabilité et en les liant à la section « Notes et références ».
Albert Konrad Gemmeker, né le 27 septembre 1907 à Düsseldorf où il est mort le 30 août 1982, est un criminel de guerre allemand condamné, officier SS et commandant du Camp Westerbork.

## Biographie

### Jeunesse
Gemmeker est né le 27 septembre 1907 dans la ville allemande de Düsseldorf. À l'âge de quatorze ans, il quitte l'école et travaille pour une compagnie d'assurance pendant plusieurs années. À l'âge de vingt ans, il se présente à la police et suit une formation de policier. Après avoir terminé sa formation en 1933, il commence à travailler pour la police de Duisburg. 

### Carrière
En 1935, Gemmeker occupe un poste administratif auprès de la Gestapo. À cette époque, il n'est pas membre du NSDAP ou des SS, mais est considéré comme fiable.
Deux ans plus tard, le 1er mai 1937, il devient officiellement membre du Parti ouvrier national-socialiste allemand. Il s'est déjà enregistré comme membre du NSDAP peu de temps après la prise du pouvoir par les nationaux-socialistes, mais dans la phase initiale, le parti est réticent à admettre des personnes qui se sont inscrites peu de temps après la prise du pouvoir. En 1937, Gemmeker s'est également inscrit dans la SS, mais il n'a été admis dans le corps d'élite avec le grade de SS-Hauptscharführer que le 1er novembre 1940. Le 25 août 1940, il est muté à La Haye, où il occupe le poste de référent personnel au Befehlshaber der Sicherheitspolizei und des SD (de). À La Haye, il rencontre Elizabeth Hassel, récemment divorcée, qui devient sa secrétaire et sa maîtresse au Camp Westerbork.
Après presque deux ans, en juin 1942, Gemmeker devient brièvement commandant du Camp Sint-Michielsgestel. Le 12 octobre 1942, Gemmeker, qui avait depuis atteint le grade de SS-Obersturmführer, est nommé commandant du camp de Westerbork.

### Camp Westerbork
Le camp Westerbork a servi de camp de transit pour les transports vers les camps d'extermination en Pologne occupée depuis juillet 1942. Gemmeker est chargé du camp après que ses prédécesseurs, Erich Deppner (nl) et Josef Hugo Dischner (nl), n'aient pas obtenu des résultats satisfaisants. Gemmeker poursuit une politique stricte et entre octobre 1942 et septembre 1944, environ 80 000 juifs, sinti et roms sont déportés du Camp Westerbork. Gemmeker a surtout mis de l'ordre dans le camp.
Aucune résistance significative n'est offerte par les prisonniers et la vie quotidienne au Camp Westerbork est caractérisée par l'ordre et la régularité. Des activités telles que le sport et le cabaret sont autorisées. Gemmeker a insisté pour que les prisonniers soient bien traités. Il ne tolère pas les abus et, contrairement à beaucoup de ses collègues, n'est pas corrompu. Cependant, Gemmeker peut également être imprévisible et colérique. À ces moments-là, il peut être dur avec les prisonniers. Une fois, il a tiré sur le prisonnier Frederik Spier avec son fusil de chasse parce que, sur l'insistance de Gemmeker, il ne voulait pas quitter la clôture. En janvier 1943, Gemmeker assiste personnellement à la déportation à Auschwitz de 1 200 juifs malades mentaux avec leurs soignants de l'Apeldoornsche Bosch.
Il semble avoir pris la propagande anti-juive des nazis pour vraie. Il était d'avis que les déportations des juifs étaient du « charabia ». Gemmeker laisse la préparation des listes de déportation en grande partie à l'administration du camp juif. Néanmoins, il utilise parfois son pouvoir pour expulser certaines personnes. La dernière déportation du camp Westerbork a eu lieu le 13 septembre 1944. Le camp continue de fonctionner même après le dernier transport.
Le 11 avril 1945, Gemmeker fuit avec quelques membres du personnel via l'Afsluitdijk à Amsterdam, où il commence à travailler comme Verwaltungsführer, un poste administratif. Le lendemain, le camp Westerbork est libéré par les canadiens qui avancent.

### Période d'après-guerre
Après la libération, Gemmeker est arrêté en mai 1945 et emprisonné à la prison d'Assen. Il est interrogé pendant des mois et a même été emprisonné au Camp Westerbork pendant un certain temps. Le procès contre Gemmeker a commencé en décembre 1948. Le tribunal a jugé que Gemmeker jouait un rôle important dans le traitement « correct » des prisonniers et l'a donc condamné à dix ans de prison au lieu des douze ans exigés.
Comparé à ses collègues commandants de camp, la punition de Gemmeker était extrêmement faible. Les procureurs n'ont pas pu prouver que Gemmeker savait à quoi s'attendre après les expulsions du Camp Westerbork. Gemmeker a toujours nié avoir eu connaissance du meurtre de masse des juifs. Il s'était enquis auprès de ses supérieurs des rumeurs entourant le meurtre de masse, mais on lui disait constamment de ne pas croire à cette « propagande d'horreur ». Il a continué à affirmer tout au long de sa vie qu'il ne savait pas ce qui allait arriver aux juifs après les déportations. Cela n'a jamais été prouvé devant les tribunaux.